# Список керівників держав 1645 року
Список керівників держав 1645 року — це перелік правителів країн світу 1645 року.
Список керівників держав 1644 року — 1645 рік — Список керівників держав 1646 року — Список керівників держав за роками

## Європа
- Англія
  - Король Англії — Карл I (1625—1649)
- Балканський півострів
  - Князь-єпископство Чорногорія — Мардарій I (1637—1662)
- Балтія
  - Герцогство Курляндії і Семигалії — Яків Кеттлер (1642—1682)
  - Шведська Естляндія — Густав Габріельссон Оксенстієрна (1642—1646)
  - Шведська Інгерманландія — Ерік Карлссон Гілленстієрна (1643—1645); Карл Мернер (1645—1651)
  - Шведська Лівонія — Габріель Бенгтссон Оксенстієрна (1645—1647)
- Італія
  - Венеційська республіка — дож Франческо Ерідзо (1631—1646)
  - Гуастальське графство — Ферранте III Гонзага (1632—1678)
  - Мантуанське герцогство — герцог Карл II Гонзага-Неверський (1637—1665)
  - Мірандольське герцогство — Алессандро II Піко делла Мірандола (1637—1691)
  - Герцогство Масси і Каррари — Карло I Чібо-Маласпіна (1623—1662)
  - Герцогство Модени і Реджо — Франческо I д'Есте (1629—1658)
  - Монферратське герцогство — Карл II Гонзага-Неверський (1637—1665)
  - Герцогство Парми та П'яченци — Одоардо Фарнезе (1622—1646)
  - Неаполітанське королівство — Філіп III (1621—1665)
  - Сардинське королівство — Філіп III (1621—1665)
  - Сицилійське королівство] — Філіпп IV Великий (1621—1665)
  - Сорське герцогство — Уго Бонкомпаньї (1636—1676)
  - Велике герцогство Тосканське — Фердинандо II Медічі (1621—1670)
  - Трентське князівство-єпископство — Карло Емануеле Мадруццо (1629—1658)
- Кавказ
  - Абхазьке князівство — Сустар Шарвашидзе (1640—1665)
  - Арагві (еріставство) (არაგვის საერისთავო) — Заал I (1635—1660)
  - Кабарда — Муца (1631—1661)
  - Картлі — Ростом (1632—1658)
  - Гурійське князівство — Кайхосро I Гурієлі (1625—1658)
  - Кахетинське царство — Теймураз I (1605—1648)
  - Марагінське ханство — Газі Солтан (1625—1648)
  - Мегрельське князівство — Леван II Дадіані (1611—1657)
- Німеччина
  - Австрійське ерцгерцогство — Фердинанд III Габсбург (1637—1657)
  - Ангальтське князівство — Ангальт-Цербст (князівство) — Йоганн VI (1621—1667); Ангальт-Дессау — Йоганн Казимир (1618—1660); Ангальт-Кетен — Людвіг I (1603—1650); Ангальт-Бернбург — Христіан II (1630—1656); Ангальт-Плецкау — Август (1603—1653)
  - Ансбаське князівство — Альбрехт II (1634—1667)
  - Баварське герцогство — Максиміліан I Баварський (1597—1651)
  - Баден-Баденське маркграфство — Вільгельм (1600—1677)
  - Байройтське князівство — Крістіан (1603—1655)
  - Берзьке герцогство — Вольфганг Вільгельм (1614—1653)
  - Берхтесгаденське пробство — Фердинанд (1594—1650)
  - Бранденбурзьке маркграфство — курфюрст Фрідріх-Вільгельм (1640—1688)
  - Брауншвейг-Люнебурзьке герцогство — перерва до 1648
  - Брауншвейг-Вольфенбюттельське герцогство — Август II Брауншвейг-Вольфенбюттельський (1635—1666)
  - Бріксенське князівство-єпископство — Йоганн Платцгуммер (1641—1647)
  - Вадуцьке графство — Якоб Ганнібал II (1638—1646)
  - Вюртемберзьке герцогство — Ебергард III (1628—1674)
  - Вюрцбурзьке князівство-єпископство — Йоганн Філіп фон Шенборн (1642—1673)
  - Гессен-Гомбурзьке ландграфство — перерва до 1648
  - Гессен-Дармштадтське ландграфство — Георг II (1626—1661)
  - Гессен-Кассельське ландграфство — Вільгельм VI (1637—1663)
  - Гільдесгаймське князівство-єпископство — Фердинанд (1612—1650)
  - Гогенцоллерн-Гехінген — Ейтель Фрідріх V Гогенцоллерн-Гехінген (1623—1661)
  - Гогенцоллерн-Зігмарінгенське князівство — Мейнрад I Гогенцоллерн-Зігмарінген (1638—1681)
  - Гогенцоллерн-Хайгерлоське князівство — до 1681 злучене з Гогенцоллерн-Зігмарінген
  - Зальцбурзька архідієцезія — Парис фон Додрон (1618—1653)
  - Пфальц-Цвайбрюккен — Фрідріх (1635—1661)
  - Каммінське єпископство — Ернст Богуслав фон Крой (1637—1650)
  - Кельнське курфюрство — Фердинанд (1612—1650)
  - Клебурзьке пфальцграфство — Йоганн Казимир (1604—1652)
  - Констанцьке князівство-єпископство — Франц Йоганн фогт фон Альтензумерау-і-Прасберг (1645—1689)
  - Пфальцьке курфюрство (Курпфальц) — Максиміліан I Баварський (1632—1648)
  - Ліппе-Детмольд — Симон Філіп (1636—1650)
  - Любекське князівство-єпископство — Йоганн Шлезвіг-Гольштейн-Готторпський (1634—1655)
  - Майнцьке курфюрство — Ансельм Казимір Вамбольт фон Умштадт (1629—1647)
  - Марк (графство) — Фрідріх-Вільгельм (1640—1688)
  - Мекленбург-Гюстров — Густав Адольф Мекленбург-Гюстровський (1636—1695)
  - Мекленбург-Шверінське герцогство — Адольф Фрідріх I Мекленбурзький (1592—1658)
  - Нассау-Зіген — Йоганн Франц Дезідератус (1638—1652)
  - Нассау-Саарбрюккен — роздроблення до 1659
  - Ольденбурзьке графство — Антон Гюнтер (1603—1667)
  - Прусське герцогство — Фрідріх-Вільгельм (1640—1688)
  - Пфальц-Зульцбах — Крістіан Август Зульцбаський (1632—1708)
  - Рітберзьке графство — Йоганн IV (1640—1660)
  - Саксен-Альтенбурзьке герцогство — Фрідріх Вільгельм II (1639—1669)
  - Саксен-Готське герцогство — Ернст I (1640—1676)
  - Саксен-Веймар — Вільгельм Саксен-Веймарський (1620—1662)
  - Саксен-Лауенбурзьке герцогство — Август (1619—1656)
  - Тірольське графство — Клаудія де Медічі (1632—1646)
  - Фельденцьке графство — Леопольд Людвіг (1634—1694)
  - Шварцбург-Рудольштадтське князівство — Людвіг Гюнтер I (1630—1646)
- Піренейський півострів
  - Португальське королівство — король Жуан IV (1640—1656)
- Польща — Владислав IV Ваза (1632—1648)
  - Берутувське князівство — Карл Фредерік Мюнстерберзький (1639—1647)
  - Бжезьке князівство — адміністратор Георг III Бжезький (1639—1664)
  - Олесницьке князівство — Карл Фредерік Мюнстерберзький (1617—1647)
  - Легницьке князівство — Георг Рудольф Легницький (1612—1653)
  - Тешинське герцогство — Ельжбета Лукреція Цешинська (1625—1653)
- Московське царство — Михайло I Федорович (1618—1645); Олексій Михайлович (1645—1676)
- Румунія; Молдова
  - Волоське князівство — господар Матей Басараб (1632—1654)
  - Молдавське князівство — Василь Лупул (1634—1653)
  - Трансильванське князівство — Ракоці Дєрдь I (1630—1648)
- Скандинавія
  - король Данії — Кристіан IV (1588—1648)
  - Король Норвегії — Кристіан IV (1588—1648)
  - Швеція — Христина I (1632—1654)
    - Генерал-губернатор Фінляндії — перерва до 1648
- Угорське князівство — король Фердинанд III Габсбург (1637—1657)
- Україна —
  - Кримське ханство — Іслям III Ґерай (1644—1654)
- Французьке королівство — Людовик XIV (1643—1715)
  - Барське герцогство — до 1659 під владою Франції
  - Голландське графство — Філіпп IV Великий (1621—1648)
  - Люксембурзьке герцогство — Філіпп IV Великий (1621—1665)
  - Льєзьке єпископство — Фердинанд (1612—1650)
  - Монбельярське графство — Леопольд Фрідріх (1631—1662)
  - Монако — князь Оноре II (1619—1662)
  - Оранське князівство — Фредерік Гендрік Оранський (1625—1647)
  - Савойське герцогство — Карл Еммануїл II (1638—1675)
- Богемське королівство (Чехія) — Фердинанд III Габсбург (1637—1657)
- Шотландія
  - Король Шотландії — Карл I (1625—1649)
- Святий Престол; Папська держава — Папа Римський — Інокентій X (1644—1655)
- Вселенський патріарх — Парфеній II Константинопольський (1644—1646)

## Азія
- Близький Схід
  - Заїдська держава Ємену — Ісмаїл аль-Мутаваккіль (1644—1676)
  - Османська імперія — Ібрагім I (1640—1648)
  - Шаріфат Мекки — Зайд ібн Мухсін (1632—1666)
- Персія; Середня Азія
  - Сефевідський Іран — Аббас II (1642—1666)
    - Карабаське беклярбекство — Муртазакулі-хан (1642—1664)
- Індія і Шрі-Ланка
  - Аділ-шахи — Мухаммад Аділ-шах (1627—1657)
  - Ахом — Сутінгфаа (1644—1648)
  - Віджаянагарська імперія — Шрі Ранга III (1642—1646)
  - Гархвал (держава) — Медіні Шах (1614—1660)
  - Горкха (королівство) — Дамбар-шах (1633—1646)
  - Султанат Голконда — Абдулла Кутб-шах (1626—1672)
  - Джайпур (князівство) — Джай Сінґх I (1621—1667)
  - Джайсалмер (князівство) — Манохар Дас Сінгх (1634—1648)
  - Джодхпур (князівство) — Джасвант Сінґх (1638—1678)
  - Імперія Великих Моголів — Шах Джахан (1628—1658)
    - Бенгальська суба — Шах Шуджа (1639—1660)
    - Берарська суба — ? до 1649

  - Канді (королівство) — Раджасінха II (1635—1687)
  - Майсур (князівство) — Кантірава Нарасараджа I (1638—1659)
  - Мевар (князівство) — Джаґат Сінґх I (1628—1652)
  - Мустанг (королівство) — Самдуп Рабдан (? — ? до 1660)
  - Сіккім (князівство) — Пхунцоґ Намґ'ял (1642—1670)
  - Губернатор Португальської Індії — Філіпе Маскареньяс (1644—1651)
- Індонезія; Південно-Східна Азія
  - Султанат Ачех — Тадж уль-Алам (1641—1675)
  - Аюттхая (королівство) — Прасат Тхонг (1629—1656)
  - Банджармасін (султанат) — Інаятуллах (1642—1647)
  - Султанат Бантен — Абу аль-Мафахір Махмуд Абдулкадір (1596—1647)
  - Брунейська імперія — Абдул Джаліл Акбар (1598—1659)
  - Султанат Гова — Малікуссаїд (1639—1653)
  - Джамбі (султанат) — Султан Агкнг (1630—1679)
  - Султанат Джохор — Абдул Джаліл-шах III (1623—1677)
  - Матарам (султанат) — Чакракусума Нгабдуррахман Агунг (1613—1645); Амангкурат I (1645—1677)
  - Ланна (держава) — Тхіппханет (1631—1655)
  - Лансанг — Сурінья Вонґса (1638—1694)
  - Пагаруюнг — Султан Аліф II (1636—1668)
  - Перак (султанат) — Музаффар-шах II (1636—1653)
  - Магінданао (султанат) — Мухаммад Діпатуат Кударат (1619—1671)
  - М'яу-У — Нарапаті (1638—1645); Тадо Мінтая (1645—1652)
  - Кедах (султанат) — Ріялуддін Мухаммед-шах (1626—1662)
  - Нгуєн (тюа) — Нгуєн Фук Лан (1635—1648)
  - Пандуранга — По Роме (1627—1651)
  - Самбас (султанат) — Аном Кесумауда (1632—1670)
  - Султанат Сулу — Насіруддін (1640—1658)
  - Таунгу — Тхалун (1629—1648)
  - Тернатський султанат — султан Хамза (1627—1648)
  - Тідорський султанат — Саїді (1640—1657)
- Кхмерська імперія — Раматіпаді (1642—1658)
- Накхонситхаммарат (держава) — до 1689 імена невідомі
- Китай; Монголія
  - Тибет — десі (регент-володар) — Далай-лама V (1642—1682)
  - Династія Сі — Чжан Сяньчжун (1644—1647)
  - Династія Шунь — Лі Цзичен (1644—1645); Лі Цзіцзін (1645—1646)
  - Династія Цін — Фулінь (1643—1661)
- Окінава; Королівство Рюкю — Сьо Кен (1640—1647)
- Корея
  - Чосон — Інджо (1623—1649)
- Середня Азія і Сибір
  - Бухарське ханство — Надир-Мухаммад (1642—1645); Абдалазіз-хан (1645—1681)
  - Дарвазьке шахство — Шах Таджик (1638—1668)
  - Джунгарське ханство — Батур-хунтайджі (1634—1653)
  - Казахське ханство — Жангір-хан (1643—1652)
  - Калмицьке ханство — Шукур-Дайчин (1644—1661)
  - Хаттаське ханство — Хушал-хан Хаттак (1641—1676)
  - Хівинське ханство — Абулгазі (1643—1663)
  - Хошутське ханство — Гюші-хан (1642—1655)
  - Яркендське ханство — Абдаллах-хан (1638—1668)
- Японія — Імператор Ґо-Комьо (1643—1654)

## Африка
- Аджаче — Дакодону (1620—1645); Ахо Хуеґбаджа (1645—1685)
- Алжирський еялет — Юсуф II (1634—1645); Махмуд Брусалі-паша (1645—1647)
- Аллада (держава) — Кокпон (1620—?)
- Ауса (імамат) — Малак Адан Садік (1632—1646)
- Багірмі (королівство) — Буркоманда I (1635—1665)
- Бамум (держава) — мфон Нгулур (1629—1682)
- Баол (держава) — Тіє Н'Делла (1620—1665)
- Борну — Хадж-Омар (1619/1625—1639/1645); Алі II (1639/1645—1680/1684)
- Буганда — Катерегга (1644—1674)
- Ваало — Натаго Єрім (1637—1646)
- Варсангалі (султанат) — гараад Алі (1612—1655)
- Марокканський султанат — Мухаммад аш-Шейх ас-Сегір (1636—1655)
- Вадай (султанат) — Абд-аль-Карим (1635—1681)
- Віда (держава) — ? до 1671
- Волоф (держава) — Бірайма Пенда (1605—1649)
- Дарфурський султанат — Муса ібн Сулайман (1637—1682)
- Імператор Ефіопії — Фасілідес (1632—1667)
- Єгипетський еялет — Ейюб-паша (1644—1646)
- Королівство Імерина — Андріанцитакатрандріана (1630—1650)
- Кайор — Дауда Демба Фол (1640—1647)
- Калабарі (держава) — Ігбесса (1620—1655)
- Касандже — Калунга ка Кіломбо (1630—1650)
- Койя (королівство) — Борея II (1630—1664)
- Королівство Конго — Гарсія II (1641—1660)
- Куба (держава) — Шиаам а Мбулу (1625—1640/1649)
- Луба (імперія) — Касонго Кабундулу (1640—1665)
- Матамба — Нзінґа Мбанді (1631—1663)
- Мономотапа — мвене-мутапа Маура Мханде (1629—1652)
- Ндонго — Нгола Харі (1626—1657)
- Нрі — Езе Нрі Агу (між 1582 і 1677)
- Салум — Мбаньє Дімель Ндіає (1639—1645)
- Сеннар (султанат) — Баді II (1644—1681)
- Імперія Фута Торо — Гелааджо Табара II (1640—1669)
- Португальська Західна Африка — Педро Сесар де Менесес (1639—1641; 1641—1645); Франциско де Сото-Майор (1645—1646)

## Південна Америка
- Віцекоролівство Перу — Педро де Толедо-і-Лейва (1639—1648)
- Генерал-капітанство Чилі — Франціско Лопес де Суньїга-і-Менесес (1639—1646)

## Північна Америка
- Іспанська Флорида — Даміан де Вега Кастро-і-Пардо (1638—1645); Беніто Руїс де Салазар Валлесілья (1645—1646)
- Нова Швеція — Юган Бйорнссон Принц (1643—1653)